# Rudolf Bieri (Jurist)
Rudolf Bieri (* 21. Dezember 1920 in Thun; † 23. August 2013 in Zollikofen) war ein Schweizer Jurist und Staatsbeamter.

## Leben
Rudolf Bieri war der Sohn des gleichnamigen Postbeamten und ehemaligen Verwalters der Militärpost in Thun Rudolf Bieri und dessen Ehefrau Olga (geb. Schmocker). Bieri besuchte das Gymnasium in Bern und immatrikulierte sich an der Universität Bern zu einem Studium der Rechtswissenschaften; 1946 erhielt er das Patent zum Fürsprecher.
Seit 1947 war er mit Verena, Tochter des Verwalters der Verbandsmolkerei Johann Josef Manser aus Gonten, verheiratet; gemeinsam hatten sie drei Kinder.
Er begann 1947 mit einer Tätigkeit im Eidgenössischen Militärdepartement (EMD), wechselte aber noch im gleichen Jahr zur Eidgenössischen Steuerverwaltung. Er wurde 1950 juristischer Mitarbeiter bei der Finanzverwaltung in der Sektion Militärausgaben, deren Sektionschef er 1954 wurde; 1964 erfolgte seine Wahl zum Vizedirektor der Eidgenössischen Finanzverwaltung (seit 1979 Eidgenössisches Finanzdepartement (EFD)); in diesem Amt vertrat er das Eidgenössische Finanz- und Zolldepartement in verschiedenen nationalen und internationalen Gremien, hauptsächlich auf dem Gebiet der Organisation von neuen Bundesaufgaben, der baulichen Planung und der Forschung. Zum 1. Januar 1969 wurde er, als Nachfolger für Markus Redli, durch den Bundesrat zum Direktor der Eidgenössischen Finanzverwaltung gewählt, bevor er Ende 1985 von seinem Amt zurücktrat.

## Wirken
Bieri wirkte an den meisten Finanzvorlagen der Nachkriegszeit mit und zeichnete verantwortlich für den methodischen Ausbau des Kreditsystems und der längerfristigen Finanzplanung sowie für die Zusammenarbeit mit der Schweizerischen Nationalbank in Fragen der Mittelbeschaffung und -bewirtschaftung.
Er war Kommunalpolitiker der Freisinnig-Demokratischen Partei in Zollikofen und verfasste eine neue Gemeindeordnung. Von 1964 bis 1972 amtierte er als Mitglied des Grossen Gemeinderats (Legislative) sowie 1964 als deren erster Präsident. Bieri sass im Verwaltungsrat der Allgemeinen Schweizerischen Uhrenindustrie AG (Asuag), der Swissair und der Bern-Lötschberg-Simplon-Bahn (BLS) und war Mitglied des Finanzkomitees der Europäischen Organisation für Kernforschung (Cern), des Finanzausschusses der Organisation für wirtschaftliche Zusammenarbeit und Entwicklung (OECD), der Kommission zur Reorganisation des EMD sowie des Stiftungsrats und der Geschäftsprüfungskommission des Schweizerischen Nationalfonds.
In der Schweizer Armee hatte er den Dienstgrad eines Obersts im Generalstab; er kommandierte unter anderem das Gebirgsfüsilier-Bataillon 36 und war Kommandant des Oberländer Infanterieregiments 17, die Einheiten der Grenzbrigade 11 waren.